# US Triestina

Altes Logo der US Triestina

Die Unione Triestina Calcio 1918 SSD a.r.l. kurz US Triestina ist ein italienischer Fußballverein aus der in Friaul-Julisch Venetien gelegenen Stadt Triest.

## Spielstätte
Als Spielstätte dient dem Verein das Stadio Nereo Rocco mit Platz für 28.565 Zuschauer.

## Statistiken

### Erfolge
- Serie B
  - Meister: 1958
- Serie C
  - Meister: 1962, 1983 (Serie C1)
- Serie D
  - Meister: 1972, 1976
- Coppa Italia Serie C
  - Sieger: 1994
- Englisch-italienischer Pokal
  - Sieger: 1980

### Ehemalige Spieler
- Alberto Aquilani
- Aldo Ballarin
- Ivano Blason
- Franco Causio
- Ernesto Càstano
- Bruno Chizzo
- Gino Colaussi
- Francesco De Falco
- Dino Fava
- Daniele Galloppa
- Denis Godeas
- Giuseppe Grezar
- Armando Izzo
- Cesare Maldini
- Giampiero Marini
- Aurelio Milani
- Davide Moscardelli
- Dschihad Muntasser
- Alessandro Parisi
- Piero Pasinati
- Ivan Pelizzoli
- Gianfranco Petris
- Giorgio Puia
- Luigi Radice
- Nereo Rocco
- Francesco Romano
- Giuliano Tagliasacchi
- Massimo Volta
- Riccardo Zampagna

### Ehemalige Trainer
- Ottavio Bianchi
- Enzo Ferrari
- Annibale Frossi
- Giuseppe Galderisi
- Béla Guttmann (1950–1951)
- Jenő Konrád (1937–1938)
- Lajos Kovács
- Andrea Mandorlini
- Rolando Maran
- Francesco Petagna
- Attilio Tesser
- István Tóth-Potya